# Zippéite
Le zippéite ou uraconise est un sulfate d'uranyle hydraté, en petites aiguilles d'un jaune orangé, découvert pour la première fois à Saint-Joachimsthal (Jáchymov).
Le minéral d'uranium Zippeite, est nommé l'honneur de Franz Xaver Zippe.